# معهد الجيزة العالي للهندسة والتكنولوجيا
معهد الجيزة العالي للهندسة والتكنولوجيا هو معهد عالي خاص تابع لوزارة التعليم العالي المصرية.

## نشأة المعهد
أنشئ المعهد سنة 2007 طبقًا لقانون جمهورية مصر العربية رقم (52) لسنة (1970) بناءً علي القرار الوزاري رقم (2521) بتاريخ (13/9/2007) والذي تم منحه إلي جمعية مستقبل مصر للعلوم والتكنولوجيا والتنمية ببدء الدراسة اعتبارا من العام الجامعي (2007/2008) في تخصصات الهندسة الصناعية والهندسة الكيمائية وهندسة المواد.
صدر القرار الوزاري رقم (3856) بتاريخ (3/2/2008) بتغيير تخصصات المعهد إلي الهندسة المعمارية والهندسة الصناعية وهندسة الاتصالات والإلكترونيات وفي عام 2009 حصل المعهد علي القرار الوزاري رقم (3899) بتاريخ (28/12/2009) بالتعديل النهائي لتخصصات المعهد لتكون (الهندسة المدنية – الهندسة المعمارية – هندسة الاتصالات والإلكترونيات).
في عام 2012 صدر القرار الوزاري رقم (1903) بتاريخ (27/6/2012) بتعديل اسم المعهد من المعهد العالي للهندسة والتكنولوجيا بالجيزة إلي معهد الجيزة العالي للهندسة والتكنولوجيا.
حصل المعهد علي معادلة درجة البكالوريوس التي يمنحها في تخصصاته بدرجة البكالوريوس التي تمنحها الجامعات المصرية الخاضعة لقانون تنظيم المعاهد رقم (49) لسنة (1972) ، وذلك بصدور قرار رئيس المجلس الأعلي للجامعات رقم (199) بتاريخ 29/7/2012 بالموافقة علي ذلك.

## أقسام المعهد
- قسم العلوم الأساسية
- قسم الهندسة المدنية
- قسم الهندسة المعمارية
- قسم هندسة الاتصالات والإلكترونيات[2][3]

## نظام الدراسة
مدة الدراسة بالمعهد خمس سنوات جامعية وتنقسم إلى فصلين دراسيين منها سنة إعدادية، ويمنح من يجتازها درجة البكالوريوس في شعبة التخصص، كما يلتزم المعهد بتطبيق الخطط والمناهج الدراسية التي تقرها لجنة القطاع المختصة، وتخضع امتحانات المعهد لإشراف وزارة التعليم العالي.

## شروط القبول
يتم قبول طلاب المعهد عن طريق مكتب تنسيق القبول للجامعات والمعاهد التابع لوزارة التعليم العالي، ويقبل المعهد الطلاب الحاصلين على المؤهلات الآتية:
- شهادة الثانوية العامة - الشعبة الهندسية وما يعادلها من الشهادات المصرية والعربية والأجنبية.
- شهادة الثانوية الأزهرية.
- شهادة دبلوم المدارس الثانوية الصناعية نظام الثلاث والخمس سنوات.
- شهادة دبلوم المعاهد الفنية الصناعية.

كما يقبل المعهد الطلاب الوافدين عن طريق مكتب تنسيق إدارة الوافدين بالوزارة.